# Lamborghini Marzal
Pour les articles homonymes, voir Marzal.
La Lamborghini Marzal est un concept-car présenté au salon international de l'automobile de Genève 1967, conçu par la Carrozzeria Bertone pour Lamborghini. La Lamborghini Espada, sortie en 1968, en est inspirée. Le design de ce coupé quatre places à portes papillons est réalisé par Marcello Gandini.

## Description

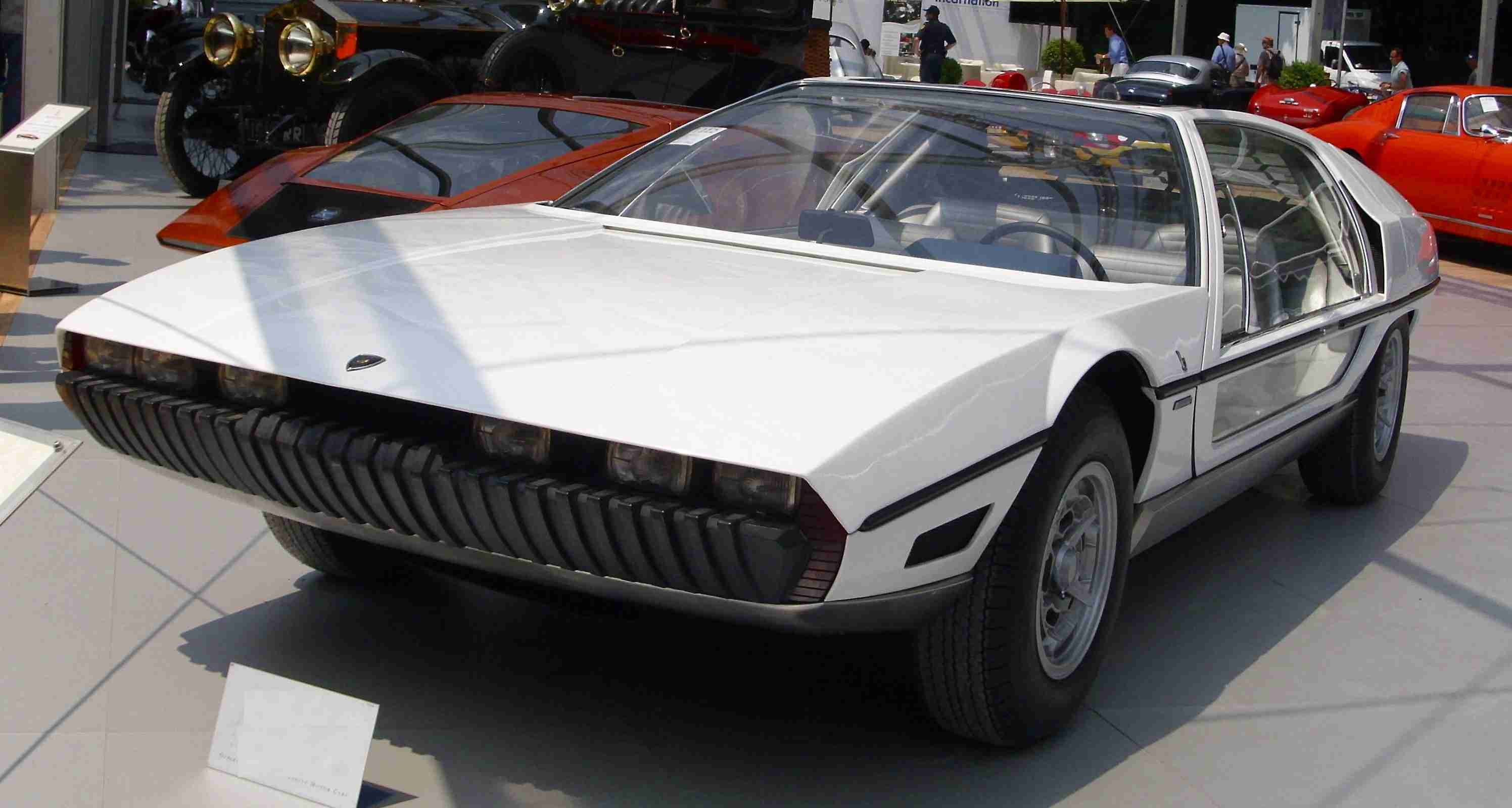
Lamborghini Marzal.

La Marzal, conçue par Marcello Gandini de Bertone, est réalisée dans le but d'évaluer le design d'une voiture à quatre places pour compléter la gamme constituée, à l'époque, de la Lamborghini 400 GT 2+2 et de la Lamborghini Miura. Elle se distingue par deux vastes portes papillons permettant d'accéder aux places avant et arrière et par une lunette arrière remplacée par des persiennes hexagonales rappelant les instruments de bord hexagonaux. En septembre 1970, Citroën s'en inspira pour la grille de calandre noir mat et les motifs de contre-porte de la première série des GS. Les pare-chocs avant et arrière sont faits chacun d'un large bloc de caoutchouc sculpté de côtes verticales. Renault s'en inspira pour redessiner dès septembre 1966 la planche de bord de sa Renault 16 puis en septembre 1969 pour dessiner la planche de bord de ses premières Renault 12 puis enfin en janvier 1972 celle de ses premières Renault 5.
Le moteur équipant la Marzal est un six cylindres en ligne à double arbre à cames en tête de 2 L conçu à partir d'une rampe de cylindres du moteur V12 de la Lamborghini Miura. Il est transversal et retourné, donc situé en porte-à-faux arrière et la grille du levier de vitesses est par conséquent inversée par rapport à la Miura. Il développe 175 chevaux et est accouplé à une transmission mécanique à cinq vitesses.
La Marzal n'a été construite qu'en un seul exemplaire ("one off") mais sa forme générale ou certains détails sont repris par Bertone sur les prototypes Jaguar Pirana sur base d'une Type E 2+2, puis la Fiat 125 Executive et enfin la série des Lamborghini Espada de 1968.

## Histoire
Bien que le concept-car soit en réalité blanc nacré avec les bas de caisse argentés, les modèles réduits Dinky Toys ou Matchbox (numéro 20) le présentent dans plusieurs livrées plus exotiques comme le rose ou l'orange.
La voiture a été conduite en public pour la première fois par la princesse Grace et le prince Rainier III lors du Grand Prix automobile de Monaco 1967. Elle fait une deuxième apparition publique lors du 1996 Concours Italiano de Monterey où la Carrozzeria Bertone était à l'honneur.
La Marzal - longtemps exposée dans le musée de design Bertone - a été vendue aux enchères, à la Villa d'Este, le 21 mai 2011, pour 1,35 million d'euros. La peinture blanche a été remplacée par une peinture gris clair métallisé tandis que les quatre sièges-baquets restent de couleur argentée.

## Jeux vidéo
On peut la voir apparaitre dans le jeu vidéo Grand Theft Auto Online sous le nom de Pegassi Toreador en tant que voiture submersible et armée achetable pour 4,250,000 GTA$ dans le dit jeu vidéo.